# Agata Igras
Agata Józefina Igras, również Igras-Sawicka (ur. 23 sierpnia 1977) – polska flecistka, doktor habilitowana sztuk muzycznych, pedagożka Uniwersytetu Muzycznego Fryderyka Chopina.

## Życiorys
Edukację muzyczną rozpoczęła w Państwowej Podstawowej Szkole Muzycznej im. Emila Młynarskiego w Warszawie, w klasie fletu Mariana Jamrożego. Absolwentka Akademii Muzycznej im. Fryderyka Chopina w Warszawie w klasie fletu prof. Elżbiety Dastych-Szwarc (1999). Studia podyplomowe odbyła w Królewskim Konserwatorium w Hadze w klasie Rien de Reede. W 2013 doktoryzowała się na UMFC. W 2018 habilitowała się tamże na podstawie dzieła Koncert z okazji 60 lat Instytutu Fizyki Jądrowej im. Henryka Niewodniczańskiego Polskiej Akademii Nauk, Teatr im. J. Słowackiego w Krakowie, 15 grudnia 2015.
Laureatka wielu konkursów muzyki solowej i kameralnej. W okresie szkolnym stypendystka, a obecnie ekspertka Krajowego Funduszu na rzecz Dzieci. Wielokrotna stypendystka Ministra Kultury i Dziedzictwa Narodowego. Adiunktka na Uniwersytecie Muzycznym Fryderyka Chopina oraz Akademii Sztuki w Szczecinie. Prowadzi lekcje mistrzowskie dla flecistów oraz kompozytorów m.in. w Gruzji, Turcji, Rumunii, Armenii i Polsce.
Była pierwszą flecistką orkiestry Sinfonia Varsovia. Aktualnie współpracuje z orkiestrami Sinfonietta Cracovia, NFM Leopoldinum oraz współtworzy sekstet fortepianowy – Gruppo di Tempera.
Nagrała 4 solowe albumy. Nominowania do nagrody Fryderyk, wyróżniona Clef de Resmusica za płytę Martinu Chamber Music. Album Real Life Song Joanny Freszel, gdzie Agata Igras nagrała wszystkie partie fletowe, został nagrodzony Orphée d’Or 2016.